# Meistriliiga (2022)
Meistriliiga 2022 (znana jako A. Le Coq Premium liiga ze względów sponsorskich) była 32. edycją najwyższej klasy rozgrywkowej piłki nożnej w Estonii.
Brało w niej udział 10 drużyn, które w okresie od 1 marca do 12 listopada 2022 rozegrały 36 kolejek meczów. Obrońcą tytułu była FCI Levadia. Mistrzostwo po raz czternasty w historii zdobyła drużyna Flora Tallinn.

## Uczestniczące drużyny
| Uczestnicy poprzedniej edycji | Uczestnicy poprzedniej edycji | Uczestnicy poprzedniej edycji | Uczestnicy poprzedniej edycji |
| --- | ----------------------------- | ----------------------------- | ----------------------------- |
| LEV | FCI Levadia Tallinn           | Tallinn                       | 1                             |
| FLO | Flora Tallinn                 | Tallinn                       | 2                             |
| PAI | Paide Linnameeskond           | Paide                         | 3                             |
| NÕM | Nõmme Kalju                   | Tallinn                       | 4                             |
| LEG | Legion Tallinn                | Tallinn                       | 5                             |
| NVA | JK Narva Trans                | Narwa                         | 6                             |
| KUR | FC Kuressaare                 | Kuressaare                    | 7                             |
| VTU | Viljandi Tulevik              | Viljandi                      | 8                             |
| VPR | FC Pärnu Vaprus               | Parnawa                       | 10                            |
| po barażach |                               |                               |                               |
| TMT | Tartu JK Tammeka              | Tartu                         | 9                             |
| Awans z Esiliigi |                               |                               |                               |
| KAL | Kalev Tallinn                 | Tallinn                       | 1                             |
| Oznaczenia: - kolumna pierwsza – skróty nazw drużyn, - kolumna trzecia – siedziba klubu, - kolumna czwarta – miejsce zajęte w poprzednim sezonie. |                               |                               |                               |

## Tabela
| Lp. | Drużyna                  | M  | Z  | R  | P  | B+ | B– | +/– | Pkt | Kwalifikacja lub spadek                               |
| --- | ------------------------ | -- | -- | -- | -- | -- | -- | --- | --- | ----------------------------------------------------- |
| 1   | Flora Tallinn (M)        | 36 | 31 | 4  | 1  | 94 | 21 | +73 | 97  | Liga Mistrzów UEFA • I runda kwalifikacyjna           |
| 2   | FCI Levadia              | 36 | 24 | 7  | 5  | 74 | 25 | +49 | 79  | Liga Konferencji Europy UEFA • I runda kwalifikacyjna |
| 3   | Paide Linnameeskond      | 36 | 19 | 8  | 9  | 84 | 37 | +47 | 65  | Liga Konferencji Europy UEFA • I runda kwalifikacyjna |
| 4   | Nõmme Kalju              | 36 | 19 | 8  | 9  | 59 | 30 | +29 | 65  |                                                       |
| 5   | Kuressaare               | 36 | 13 | 11 | 12 | 49 | 51 | −2  | 50  |                                                       |
| 6   | Tartu Tammeka            | 36 | 10 | 9  | 17 | 38 | 57 | −19 | 39  |                                                       |
| 7   | Narva Trans (P)          | 36 | 10 | 8  | 18 | 43 | 58 | −15 | 38  | Liga Konferencji Europy UEFA • I runda kwalifikacyjna |
| 8   | Kalev Tallinn            | 36 | 10 | 5  | 21 | 42 | 92 | −50 | 35  |                                                       |
| 9   | Legion Tallinn (B, O, W) | 36 | 6  | 8  | 22 | 34 | 82 | −48 | 22  | baraż o Meistriliiga, wycofana                        |
| 10  | Pärnu Vaprus (U)         | 36 | 3  | 2  | 31 | 32 | 96 | −64 | 11  | [ iii ]                                               |

1. ↑  Legion Tallinn odjęto cztery punkty za niedopełnienie procedur licencyjnych[2].
2. ↑  Pomimo wygrania barażu o utrzymanie, Legion zrezygnował z miejsca w Meistriliiga i złożył wniosek o dołączenie do Esiliiga na kolejny sezon[3].
3. ↑  W wyniku wycofania się Legionu z kolejnego sezonu Meistriliiga, Vaprus zachował miejsce w lidze[3].

## Wyniki
| Gospodarz \ Gość    | FLO | KAL | KUR | LEV | LEG | NAR | NÕM | PLM | TAM | VAP | FLO | KAL | KUR | LEV | LEG  | NAR | NÕM | PLM | TAM | VAP |
| ------------------- | --- | --- | --- | --- | --- | --- | --- | --- | --- | --- | --- | --- | --- | --- | ---- | --- | --- | --- | --- | --- |
| Flora Tallinn       |     | 7–1 | 4–0 | 2–0 | 2–0 | 1–0 | 2–0 | 0–0 | 3–2 | 6–1 |     | 2–0 | 2–1 | 2–1 | 4–1  | 1–1 | 2–0 | 1–0 | 1–0 | 3–1 |
| Kalev Tallinn       | 2–4 |     | 0–3 | 0–1 | 2–2 | 5–2 | 0–3 | 0–3 | 1–0 | 1–0 | 1–1 |     | 1–2 | 0–3 | 2–0  | 0–2 | 0–3 | 2–7 | 2–5 | 1–0 |
| Kuressaare          | 0–3 | 1–0 |     | 1–1 | 1–0 | 1–2 | 1–1 | 2–1 | 3–0 | 3–2 | 2–3 | 1–1 |     | 2–3 | 1–0  | 3–1 | 0–0 | 3–3 | 2–2 | 1–0 |
| FCI Levadia         | 1–1 | 5–1 | 1–0 |     | 2–0 | 6–0 | 1–1 | 1–0 | 4–0 | 4–1 | 1–2 | 3–1 | 2–3 |     | 3–0  | 1–1 | 1–1 | 1–2 | 1–0 | 3–0 |
| Legion Tallinn      | 0–7 | 1–1 | 2–2 | 1–3 |     | 0–2 | 2–4 | 1–2 | 1–1 | 3–0 | 0–1 | 2–3 | 3–2 | 1–1 |      | 1–0 | 1–2 | 1–1 | 1–1 | 2–1 |
| Narva Trans         | 0–3 | 5–0 | 0–1 | 0–1 | 2–1 |     | 2–1 | 1–2 | 0–2 | 3–1 | 0–4 | 1–1 | 2–2 | 0–1 | 6–1  |     | 0–0 | 1–1 | 0–0 | 1–0 |
| Nõmme Kalju         | 1–2 | 2–1 | 2–0 | 0–1 | 3–0 | 3–0 |     | 1–0 | 3–1 | 2–0 | 1–0 | 6–0 | 3–1 | 0–1 | 1–0  | 1–1 |     | 1–2 | 1–1 | 4–0 |
| Paide Linnameeskond | 1–2 | 7–0 | 1–1 | 0–1 | 5–0 | 4–2 | 2–3 |     | 3–0 | 6–2 | 1–2 | 1–2 | 0–0 | 0–0 | 10–0 | 2–0 | 1–0 |     | 3–0 | 4–2 |
| Tartu Tammeka       | 0–4 | 1–3 | 1–0 | 0–1 | 1–4 | 1–0 | 1–1 | 1–3 |     | 3–1 | 0–1 | 1–3 | 1–1 | 0–3 | 2–0  | 2–0 | 3–0 | 1–1 |     | 1–0 |
| Pärnu Vaprus        | 0–2 | 3–1 | 3–1 | 0–8 | 1–1 | 3–5 | 0–1 | 1–3 | 1–2 |     | 1–7 | 2–3 | 0–1 | 2–3 | 0–1  | 1–0 | 0–3 | 1–2 | 1–1 |     |

## Baraż o Meistriliiga
Legion Tallinn wygrał 3-1 dwumecz z Elva trzecią drużyną Esiliiga o miejsce w Meistriliiga na sezon 2023.
| 23 listopada 2022 | Elva | 0:3   | Legion Tallinn                                           |                                                       |
| 18:00             |      | (0:3) | 9' Erko Tougjas · 33' Markus Vaherna · 43' Nikita Ivanov | Elva Nike Arena, Elva Widzów: 188 Sędzia: Martti Pukk |

| 27 listopada 2022 | Legion Tallinn | 0:1   | Elva                    |                                                           |
| 12:00             |                | (0:0) | 58' (sam.) Erko Tougjas | Sportland Arena, Tallinn Widzów: 28 Sędzia: Juri Frischer |

## Najlepsi strzelcy
| Bramki | Strzelcy              | Drużyna             |
| ------ | --------------------- | ------------------- |
| 21     | Zakaria Beglarishvili | FCI Levadia         |
| 16     | Robi Saarma           | Paide Linnameeskond |
| 15     | Sten Reinkort         | Kuressaare          |
| 13     | Konstantin Vassiljev  | Flora Tallinn       |
| 12     | Rauno Alliku          | Flora Tallinn       |
| 12     | Denys Dedeczko        | Narva Trans         |
| 12     | Alex Tamm             | Nõmme Kalju         |
| 11     | Nikita Ivanov         | Legion Tallinn      |
| 11     | Martin Miller         | Flora Tallinn       |

Źródło:

## Stadiony
| Flora Tallinn FCI Levadia |
| ------------------------- |
| A. Le Coq Arena           |
|                           |

| Kuressaare               |
| ------------------------ |
| Kuressaare linnastaadion |
|                          |

| Legion Tallinn Nõmme Kalju |
| -------------------------- |
| Sportland Arena            |
|                            |

| Kalev Tallinn    |
| ---------------- |
| Stadion Kadriorg |
|                  |

| Narva Trans               |
| ------------------------- |
| Narva Kreenholmi staadion |
|                           |

| Paide Linnameeskond           |
| ----------------------------- |
| Stadion Paide Ühisgümnaasiumi |
|                               |

| Pärnu Vaprus        |
| ------------------- |
| Pärnu Rannastaadion |
|                     |

| Tartu Tammeka  |
| -------------- |
| Tamme staadion |
|                |

Źródło: